# وزارة جونسون الأولى
بدأت وزارة جونسون الأولى في 24 يوليو من عام 2019، عندما دعت الملكة إليزابيث الثانية بوريس جونسون لتشكيل إدارة جديدة، وذلك بعد استقالة رئيسة الوزراء الأسبق تيريزا ماي. استقالت ماي من منصبها كزعيمة حزب المحافظين في 7 يونيو عام 2019، وانتخب جونسون خليفًا لها في 23 يوليو عام 2019. تشكلت إدارة جونسون من برلمان المملكة المتحدة السابع والخمسين، كحكومة أقلية محافظة. فقدت غالبيتها العاملة في 3 سبتمبر عام 2019 عندما غيّر الدكتور توري فيليب وهو عضو من أعضاء البرلمان انتماءه من حزب المحافظين إلى حزب الديمقراطيين الليبراليين. أقيمت دعوة لإجراء انتخابات في 12 ديسمبر من عام 2019، نتج عنها تشكيل حكومة الأغلبية المحافظة، وهي الوزارة الثانية لجونسون.

## تاريخ
أعلنت تيريزا ماي في 24 مايو عام 2019 أنها ستستقيل من منصبها كزعيمة حزب المحافظين وكذلك من منصبها كرئيسة وزراء، بعد إخفاقها لثلاث مرات في تأمين قبول لكل من اتفاق الانسحاب واللائحة التنفيذية في مجلس العموم، الذي كان من شأنه أن يؤدي إلى مغادرة المملكة المتحدة للاتحاد الأوروبي. جاء هذا التصريح بعد الفوز الضئيل لحزب المحافظين في انتخابات البرلمان الأوروبي في المملكة المتحدة عام 2019.
اختير العمدة السابق لمدينة لندن ووزير الخارجية بوريس جونسون، لخلافة ماي في 23 يوليو عام 2019. عُيّن جونسون رئيسًا لمجلس الوزراء في اليوم التالي بقرار من الملكة إليزابيث الثانية. ورث جونسون حكومة أقلية مدعومة باتفاقية الإمداد وبناء الثقة مع الحزب الاتحادي الديموقراطي في إيرلندا الشمالية.
شكّل جونسون حكومته الائتلافية في 24 يوليو عام 2019، واصفًا إياها بأنها «حكومة ائتلاف بريطانيا الحديثة». وصفتها صحيفة الغارديان البريطانية أيضًا بأنها عبارة عن «بيان نوايا متنوع عرقيًا لكنه متجانس إيديولوجيًا». أقال جونسون 11 من أقدم الوزراء وقبل باستقالة ستة آخرين خلال فترة تشكيل الحكومة. وصف حليف جونسون نايجل إيفانز هذا التطهير بأنه «أشبه بمجزرة يوم صيفي أكثر من كونه تعديل وزاري». كانت هذه الإقالة الجماعية أوسع عملية «إعادة تنظيم ائتلافي» دون أي تغيير في الحزب الحاكم، خلال التاريخ السياسي البريطاني ما بعد الحرب، وذلك بتجاوزها عدد الوزراء السبعة الذين عزلوا في «ليلة السكاكين الطويلة» من عام 1962، وأطلقت صحيفة «ذا صن» البريطانية على هذا التعديل الوزاري اسم «ليلة السكاكين الشقراء».
من بين هذه التعيينات، عيّن جونسون «دومينيك راب» بمنصب السكرتير الأول للدولة ووزيرًا للخارجية، وعين كذلك ساجيد جافد وزيرًا للمالية وبريتي باتيل وزيرًا للداخلية. زاد جونسون عدد الوزراء الذين حضروا المجلس إلى 33 وزيرًا، أي أكثر بأربعة أعضاء ممن حضروا المجلس في فترة رئاسة ماي. كان ربع الذين عُينوا من النساء، وهذا أقل مقارنة بوزارتي ماي وكاميرون السابقتين. سجل مجلس الوزراء الائتلافي رقمًا قياسيًا جديدًا في عدد المقاعد التي تمثل الأقليات العرقية، فكان هنالك أربعة وزراء دولة ووزيران إضافيان ينتمون إلى خلفية أقلية. كان 17% من المجلس ينتمون لأقليات عرقية كالأفارقة والآسيويين وغيرهم، بالمقارنة مع 14% ممن ينتمون إلى المملكة المتحدة. ارتاد ثلثي هؤلاء تقريبًا المدارس المدفوعة، وارتاد حوالي نصفهم جامعات مرموقة كأوكسفورد وكامبريدج. ابتكر جونسون لنفسه منصبًا وزاريًا جديدًا وهو وزير الاتحاد، محققًا بذلك العهد الذي قطعه على نفسه أثناء قيادته لحملته الانتخابية.

### خسارة الأغلبية والاستقالات الوزارية
خسر جونسون أغلبيته العاملة في 3 سبتمبر عام 2019، عندما غير الدكتور فيليب ليي انتمائه السياسي وانضم إلى حزب الليبراليين الديموقراطيين. ازدادت هذه الخسارة أكثر وفي وقت لاحق من اليوم نفسه، عندما كان لواحد وعشرين عضوًا في البرلمان قرارًا حازمًا بالتراجع عن التصويت ضد الحكومة، وذلك من أجل تمكين البرلمان من السيطرة على ورقة النظام فيما يخص المناقشة حول إمكانية دعم مشروع قانون يمنع خروج المملكة المتحدة من الاتحاد الأوروبي بدون صفقة.
أعلن شقيق جونسون وعضو البرلمان الممثل عن أوربينغتون جو جونسون، في 5 سبتمبر عام 2019 عزمه على الاستقالة من منصبه الوزاري ومقعده البرلماني، مصرّحًا: «كنت ممزقًا في الأسابيع الماضية بين الولاء العائلي والمصلحة الوطنية. إنه فعلًا توتر غير قابل للحل، وحان الوقت كي يستلم غيري هذه الأدوار البرلمانية والوزارية». أعلنت آمبر رود استقالتها من منصبها كوزيرة الدولة لشؤون العمل والمعاشات، وكوزيرة لشؤون المرأة وتحقيق المساواة، وغادرت حزب المحافظين في 7 سبتمبر من عام 2019.

## مجلس الوزراء

### التغييرات
- جو جونسون: استقال من منصبه الحكومي في 5 سبتمبر عام 2019 وصرح عن رغبته في الاستقالة من منصبه كنائب في البرلمان.[14] حل زاك جولد سميث مكانه في المجلس، الذي عُيّن وزيرًا للدولة في قسم البيئة والغذاء والشؤون القروية، وكذلك في قسم التنمية الدولية في 10 سبتمبر عام 2019.[15]
- آمبر رود: استقالت من المجلس الوزاري ومن حزب المحافظين في 7 سبتمبر عام 2019.[12] جاءت بعدها تيريز كوفي في منصب وزيرة الدولة لشؤون العمل والمعاشات في 8 سبتمبر عام 2019، بينما شغلت ليز تراس منصب وزيرة المرأة وتحقيق المساواة في 10 سبتمبر عام 2019.[16][17]
- ألون كيرنز: استقال من منصبه كوزير ويلزي في 6 نوفمبر عام 2019.[18]